# 阿德尔贝特·冯·沙米索
阿德尔贝特·冯·沙米索（德語： 1781年1月30日—1838年8月21日）法裔德国诗人、植物学家，生于法兰西王国香槟昂特，1790年因法国大革命举家离开法国，最终定居德国，加入普鲁士军队，进入杰曼·德·斯戴尔的圈子，知名作品有《施莱米尔的奇妙的故事》。小行星24711以他的名字命名。